# Moscha marmorata
Moscha marmorata là một loài bướm đêm trong họ Noctuidae.